# Javier Ormaza
Javier Ormaza Garay (Getxo, 29 novembre 1944) è un ex calciatore spagnolo.

## Carriera
Cresciuto nella cantera dell'Athletic Bilbao, passa un anno in prestito al Getxo. Torna all'Athletic ed esordisce subito con la prima squadra, debuttando in Primera División spagnola il 28 novembre 1965 nella partita Las Palmas-Athletic 1-1. Milita quindi per quattro stagioni con i rojiblancos, con cui vince una Copa del Generalisimo e, nel 1965-1966, risulta terzo cannoniere della Liga.
In seguito viene prima relegato nella squadra riserve, poi ceduto al Ceuta, per concludere poi la carriera al Levante nel 1973.

## Palmarès

### Club
- Coppa di Spagna: 1

Athletic Club: 1969